# Hồ Hoàng Yến
Hồ Hoàng Yến (sinh ngày 2 tháng 4 năm 1976) là một nữ ca sĩ người Mỹ gốc Việt. Cô được biết nhiều khi thể hiện những tình khúc 1954-1975 trên sân khấu Trung tâm Asia.

## Tiểu sử
Hồ Hoàng Yến sinh ngày 2 tháng 4 năm 1976 tại Sài Gòn, trong một gia đình có cha mẹ là người gốc miền Bắc. Cha cô từng phục vụ trong Không lực Việt Nam Cộng hòa. Sau này, cha và em trai cô đã mất tích khi vượt biển vào năm 1981. Hồ Hoàng Yến là tên khai sinh do ông nội đặt.
Khi học trung học phổ thông, khoảng năm 15-16 tuổi, cô ghi danh lớp thanh nhạc 2 năm ở Thành phố Hồ Chí Minh. Sau đó, Hồ Hoàng Yến lấy nghệ danh Hoàng Yến đi hát ở các vũ trường Queen Bee, Liberty, đồng thời cũng từng xuất hiện trên một số sân khấu ca nhạc của Thành phố Hồ Chí Minh. Cô quan niệm rằng chất giọng quan trọng hơn. Cô luôn hát với cảm xúc thật và hát hết lòng theo bản năng mình có chứ không quá chú trọng kỹ thuật luyến láy.
Năm 2001, Hồ Hoàng Yến theo chồng sang định cư tại Hoa Kỳ, đầu tiên tại San Jose, California rồi qua tiểu bang Pennsylvania. Ban đầu, cô làm nghề xăm lông mày. Đến năm 2005, cô dọn đến khu Little Saigon, Quận Cam và bắt đầu đi hát trở lại.
Năm 2008, qua một người quen giới thiệu, Hồ Hoàng Yến được mời đến Trung tâm Asia để thử giọng rồi được nhạc sĩ Trúc Hồ và Thy Vân nhận vào trung tâm. Tiết mục đầu tiên cô trình diễn trên sân khấu của Trung tâm Asia là "Đêm cuối cùng" (Phạm Đình Chương) trong chương trình Asia 58: Lá Thư Từ Chiến Trường. Ngay trong lần xuất hiện đầu tiên, Hồ Hoàng Yến đã gây được ấn tượng trong lòng khán thính giả. Từ đó đến 2018, cô là ca sĩ thường xuyên của trung tâm này.
Gần đây cô cũng góp mặt trên SBTN và kênh YouTube Motif Music Group của Quốc Khanh.
Năm 2023, cô xuất hiện lần đầu tiên trong chương trình Paris By Night 135 - Từ Công Phụng: Trên Ngọn Tình Sầu do Trung tâm Thúy Nga tổ chức.

## Album

#### CD Bão Tình (2010)
1. Bão Tình (Hoàng Trọng, Lan Đình)
2. Hạnh Phúc Lang Thang (Lam Phương)
3. Xin Thời Gian Qua Mau (Lam Phương)
4. Bao Giờ Biết Tương Tư (Phạm Duy, Ngọc Chánh)
5. Một Mai Em Đi (Trường Sa)
6. Bài Tango Riêng Cho Em (Lê Dinh, Tây Phố)
7. LK Vũ Thành An - Hồ Hoàng Yến, Quốc Khanh
8. Mộng Chiều Xuân (Ngọc Bích)
9. Xin Đừng Có Mùa Đông (Trúc Giang)
10. Khúc Thụy Du (Anh Bằng, thơ: Du Tử Lê)

#### CD Tình Lỡ (2012)
1. Vì Yêu Đó Anh (Trúc Sinh, Lê Đức Long)
2. Tình Lỡ (Thanh Bình)
3. Chiếc Lá Cuối Cùng (Tuấn Khanh)
4. Riêng Một Góc Trời (Ngô Thụy Miên) - Hồ Hoàng Yến, Lê Anh Quân
5. Dĩ Vãng (Trịnh Nam Sơn)
6. Mùa Thu Chết (Phạm Duy)
7. Lệ Úa (Huy Phương)
8. Vết Thương Cuối Cùng (Diên An)
9. Sang Ngang (Đỗ Lễ) - Hồ Hoàng Yến, Mai Thanh Sơn
10. Sa Mạc Tình Yêu (LV: Khúc Lan)

#### CD Dù Tình Yêu Đã Mất (2013)
1. Dù Tình Yêu Đã Mất (Đỗ Cung La)
2. Nửa Hồn Thương Đau (Phạm Đình Chương)
3. Tương Tư 4 (Mặc Thế Nhân)
4. Buồn (Y Vân)
5. Chuyện Tình Không Suy Tư (Tâm Anh)
6. Tình Khúc Buồn (Ngô Thụy Miên)
7. Bài Không Tên Số 7 (Vũ Thành An)
8. Ngỡ Như Tình Đã Quên Mình (Lê Hựu Hà)
9. Mộng Sầu (Trầm Tử Thiêng)
10. Yêu (Văn Phụng)

#### DVD Liveshow Lệ Úa (2013)
1. Một Mai Em Đi (Trường Sa)
2. Hồ Hoàng Yến tâm sự cùng khán giả
3. Khúc Thụy Du (Anh Bằng, thơ: Du Tử Lê)
4. Vì Yêu Đó Anh (Trúc Sinh, Lê Đức Long)
5. Chiếc Lá Cuối Cùng (Tuấn Khanh)
6. Mùa Thu Chết (Phạm Duy)
7. Vết Thương Cuối Cùng (Diên An)
8. Hồ Hoàng Yến giới thiệu Lâm Nhật Tiến
9. Sang Ngang (Đỗ Lễ) - Hồ Hoàng Yến, Lâm Nhật Tiến
10. Sa Mạc Tình Yêu (LV: Khúc Lan)
11. Lệ Úa (Huy Phương)
12. Nửa Hồn Thương Đau (Phạm Đình Chương)
13. Chuyện Tình Không Suy Tư (Tâm Anh)
14. Hồ Hoàng Yến tâm sự cùng khán giả
15. Yêu (Văn Phụng)
16. Bài Không Tên Số 7 (Vũ Thành An)
17. Hồ Hoàng Yến tâm sự cùng khán giả
18. Tình Trăng (Hồ Đăng Long)

## Các tiết mục trình diễn trên sân khấu hải ngoại

### Trung tâm Asia
| STT | Ca khúc                                                                                   | Thể hiện với                                                               | Chương trình                           | Năm  |
| --- | ----------------------------------------------------------------------------------------- | -------------------------------------------------------------------------- | -------------------------------------- | ---- |
| 1   | Đêm cuối cùng (Phạm Đình Chương)                                                          | Solo                                                                       | ASIA 58                                | 2008 |
| 2   | Chiều Tím (Đan Thọ, Đinh Hùng)                                                            | Solo                                                                       | ASIA 59                                | 2008 |
| 3   | LK Gái Xuân (Từ Vũ, Nguyễn Bính), Ca Khúc Mừng Xuân (Văn Phụng), Xuân Họp Mặt (Văn Phụng) | Băng Tâm, Y Phụng, Nguyễn Hồng Nhung, Mỹ Huyền                             | ASIA 60                                | 2008 |
| 4   | Xin Thời Gian Qua Mau (Lam Phương)                                                        | Solo                                                                       | ASIA 60                                | 2008 |
| 5   | Chuyện Hẹn Hò, Ai Nói Yêu Em Đêm Nay (Trần Thiện Thanh)                                   | Nhật Trường, Phương Hồng Quế                                               | ASIA 61                                | 2009 |
| 6   | Hạnh Phúc Lang Thang, Tâm Hồn Cô Đơn (Anh Bằng)                                           | Phạm Khải Tuấn, Minh Thông, Châu Tuấn                                      | ASIA 62                                | 2009 |
| 7   | Bài Tango Riêng Cho Em (Lê Dinh, Tây Phố)                                                 | Solo                                                                       | ASIA 63                                | 2009 |
| 8   | Bao Giờ Biết Tương Tư (Phạm Duy, Ngọc Chánh)                                              | Solo                                                                       | ASIA 64                                | 2009 |
| 9   | Mộng Chiều Xuân (Ngọc Bích)                                                               | Solo                                                                       | ASIA Đón Giao Thừa                     | 2010 |
| 10  | LK Vũ Thành An: Bài không tên số 2 & Bài không tên cuối cùng                              | Quốc Khanh                                                                 | ASIA 65                                | 2010 |
| 11  | Bão Tình (Hoàng Trọng, Duy Viêm)                                                          | Solo                                                                       | ASIA 66                                | 2010 |
| 12  | Xin Đừng Có Mùa Đông (Trúc Giang)                                                         | Solo                                                                       | ASIA Noel Noel Noel                    | 2010 |
| 13  | Như Giọt Sầu Rơi (Anh Việt Thu)                                                           | Solo                                                                       | ASIA 67                                | 2011 |
| 14  | Sao Anh Không Đến (Anh Bằng)                                                              | Solo                                                                       | ASIA GOLDEN 1                          | 2011 |
| 15  | Sài Gòn ơi! Vĩnh Biệt (Nam Lộc)                                                           | Solo                                                                       | ASIA 68                                | 2011 |
| 16  | LK Hòn Vọng Phu 1 + 3 (Lê Thương)                                                         | Thiên Kim, Mỹ Huyền, Quốc Khanh                                            | ASIA GOLDEN 2                          | 2011 |
| 17  | Bài Thánh Ca Buồn (Nguyễn Vũ)                                                             | Solo                                                                       | ASIA Noel Mùa Tình Yêu                 | 2011 |
| 18  | Anh Cho Em Mùa Xuân (Nguyễn Hiền, Kim Tuấn)                                               | Solo                                                                       | ASIA Xuân Hy Vọng                      | 2012 |
| 19  | Riêng Một Góc Trời (Ngô Thuỵ Miên)                                                        | Lê Anh Quân                                                                | ASIA 69                                | 2012 |
| 20  | Tình Lỡ (Thanh Bình)                                                                      | Solo                                                                       | ASIA 70                                | 2012 |
| 21  | Xin Hãy Rời Xa, Tôi Không Còn Yêu Em (Vũ Tuấn Đức)                                        | Lê Quốc Tuấn                                                               | ASIA 71                                | 2012 |
| 22  | Tuyết Rơi (LV: Phạm Duy)                                                                  | Solo                                                                       | ASIA Niềm Vui Mùa Giáng Sinh           | 2012 |
| 23  | Buồn (Y Vân)                                                                              | Solo                                                                       | ASIA 72                                | 2013 |
| 24  | Dù Tình Yêu Đã Mất (Hoàng Nhạc Đô)                                                        | Solo                                                                       | ASIA 73                                | 2013 |
| 25  | Buồn Trong Kỷ Niệm (Trúc Phương)                                                          | Solo                                                                       | ASIA 74                                | 2014 |
| 26  | Có Nhớ Đêm Nào (Khánh Băng)                                                               | Solo                                                                       | ASIA Icons 1                           | 2014 |
| 27  | Cho Đến Cuối Cuộc Đời (Trúc Hồ)                                                           | Quốc Khanh                                                                 | ASIA 75                                | 2014 |
| 28  | LK Điệp Khúc Mùa Xuân (Quốc Dũng), Mùa Xuân Trong Đôi Mắt Em (Đức Huy)                    | Lê Anh Quân                                                                | ASIA Liên Khúc Mùa Xuân                | 2015 |
| 29  | Như Giấc Chiêm Bao (Lam Phương) / Ký Ức (Mai Thanh Sơn)                                   | Mai Thanh Sơn                                                              | ASIA 76                                | 2015 |
| 30  | LK: Tình Chết Theo Mùa Đông, Trăm Nhớ Ngàn Thương (Lam Phương)                            | Đan Nguyên                                                                 | ASIA 77                                | 2015 |
| 31  | Hoa Cỏ Mùa Xuân (Bảo Chấn)                                                                | Solo                                                                       | ASIA Mừng Xuân                         | 2016 |
| 32  | Nổi Lửa Đấu Tranh (Anh Bằng)                                                              | Thế Sơn, Nguyên Khang, Mai Thanh Sơn, Diễm Liên, Hoàng Thục Linh, Y Phương | ASIA 78                                | 2016 |
| 33  | Yêu Là Chết Ở Trong Lòng (Phạm Duy)                                                       | Solo                                                                       | ASIA 78                                | 2016 |
| 34  | Giờ Ta Đã Xa Nhau (Trúc Hồ)                                                               | Solo                                                                       | ASIA 80                                | 2017 |
| 35  | Xin Vâng (Mi Trâm)                                                                        | Solo                                                                       | Mẹ Fatima - Mẹ Nhân Ái - Mẹ Xót Thương | 2017 |
| 36  | Tóc Gió Thôi Bay (Trần Tiến)                                                              | Solo                                                                       | ASIA 81                                | 2018 |
| 37  | Nếu Như Ngày Đó (Hoàng Nhã)                                                               | Thế Sơn, Diễm Liên                                                         | ASIA 81                                | 2018 |
| 38  | Nửa Hồn Thương Đau (Phạm Đình Chương)                                                     | Solo                                                                       | ASIA 82                                | 2018 |

### Kênh SBTN
| STT | Ca khúc | Thể hiện với                                                            | Chương trình                                    | Năm  |
| --- | --- | ----------------------------------------------------------------------- | ----------------------------------------------- | ---- |
| 1   | Sài Gòn niềm nhớ không tên (Nguyễn Đình Toàn)                                                                 | Solo                                                                    | Những Đứa Con Vong Quốc                         | 2017 |
| 2   | Mất Nhau Mùa Đông (Anh Bằng)                                                                                  | Solo                                                                    | Ấm Áp Mùa Giáng Sinh                            | 2017 |
| 3   | LK Trịnh Công Sơn: Tuổi đá buồn + Như cánh vạc bay + Còn tuổi nào cho em + Rừng xưa đã khép + Bốn mùa thay lá | Quốc Khanh, Thiên Kim, Diễm Liên, Y Phương, Mai Thanh Sơn, Nguyên Khang | An Evening with Nguyên Khang - Đành Thôi Em Nhé | 2018 |
| 4   | Thôi Thế Thì Chia Tay (Trúc Hồ)                                                                               | Solo                                                                    | An Evening with Nguyên Khang - Đành Thôi Em Nhé | 2018 |
| 5   | Gái Xuân (Từ Vũ, Nguyễn Bính)                                                                                 | Solo                                                                    | Em Là Mùa Xuân Đẹp Nhất                         | 2018 |
| 6   | Tình Chết Theo Mùa Đông (Lam Phương)                                                                          | Solo                                                                    | Đêm Chung Kết SBTN Voice                        | 2019 |
| 7   | Câu Chuyện Đầu Năm (Hoài An)                                                                                  | Solo                                                                    | Xuân Hẹn Ước - Xuân Canh Tý                     | 2020 |
| 8   | Giờ Đây Đã Lỡ Xa Nhau (Trúc Hồ)                                                                               | Solo                                                                    | Cầu Nguyện & Chia Sẻ Niềm Đau với Nước Úc       | 2020 |
| 9   | Trả Lại Em Yêu (Phạm Duy)                                                                                     | Solo                                                                    | Những Người Lính Bị Bỏ Rơi                      | 2020 |
| 10  | Chân Trời Tím (Trần Thiện Thanh)                                                                              | Quốc Khanh                                                              | Những Ngày Xưa Thân Ái                          | 2021 |
| 11  | Bài Không Tên Cuối Cùng (Vũ Thành An)                                                                         | Solo                                                                    | Những Ngày Xưa Thân Ái                          | 2021 |
| 12  | Xin Người Về (Trúc Giang)                                                                                     | Solo                                                                    | Quê Hương & Tình Yêu                            | 2021 |
| 13  | Bài Thánh Ca Buồn (Nguyễn Vũ)                                                                                 | Solo                                                                    | Đêm Thánh Vô Cùng                               | 2021 |
| 14  | Tình Đầu Vẫn Khó Phai (Trúc Hồ)                                                                               | Solo                                                                    | Nail Queen 2022 - Chung Kết                     | 2022 |

### Trúc Sinh Entertainment
| STT | Ca khúc                                | Thể hiện với | Chương trình                           | Năm  |
| --- | -------------------------------------- | ------------ | -------------------------------------- | ---- |
| 1   | Vì Yêu Đó Anh (Trúc Sinh, Lê Đức Long) | Solo         | Trúc Sinh & Friends Season 1 Episode 1 | 2021 |

### Trung tâm Thúy Nga

#### Chương trình Paris By Night
| STT | Ca khúc                                     | Thể hiện với | Chương trình       | Năm  |
| --- | ------------------------------------------- | --- | ------------------ | ---- |
| 1   | Kiếp Dã Tràng (Từ Công Phụng)               | solo | Paris By Night 135 | 2023 |
| 2   | Một Góc Đời Phôi Pha (Từ Công Phụng)        | Đình Bảo | Paris By Night 135 | 2023 |
| 3   | Giữ Đời Cho Nhau (Từ Công Phụng, Du Tử Lê)  | Từ Công Phụng, Tuấn Ngọc, Thái Hiền, Ý Lan, Anh Dũng, Bằng Kiều, Trần Thái Hòa, Trần Thu Hà, Ngọc Anh, Ngọc Hạ, Đình Bảo, Thiên Tôn, Lam Anh, Vasa Diệu Nga, Như Ý | Paris By Night 135 | 2023 |
| 4   | Không Tiếc Chi (Thái Thịnh)                 | Don Hồ | Paris By Night 136 | 2024 |
| 5   | Đôi Mắt Không Như Ngày Hôm Qua (Diệu Hương) | solo | Paris By Night 137 | 2024 |